# Ходиђед
Ходиђед, познато и као Ходидјед или Одиђед био је средњовјековни утврђени град који се налазио на узвишењу између Пала и Сарајева, тачније на Булозима.

## Историја
Данас на Булозима постоји село Ходиђед, само стотињак метара испод узвишења Градац, гдје су некада рађена ископавања. Недалеко од узвишења Градац (1.099 мнв) се налази слично узвишење које се зове Градиште, нешто даље је Мачковац (1.095 мнв), а према сјеверу се налази узвишење Сиљевина (1.169 мнв) у чијем подножју се налази каменолом. Цијела ова територија припада општини Источни Стари Град.
Према изворима, на узвишењу Градац налазио се стари град Ходиђед који је изграђен крајем  и почетком  вијека. Сматра се да је подигнут пре оближњег Миљацког града. Са узвишења се контролисао пролаз у земљу Павловића, средњовјековних кнезова који су владали овом области. Претпоставља се да је у овом мјесту столовао ђед (дјед), старјешина Босанске јеретичке цркве, те отуд и назив мјесту.
За вријеме доласка Османлија на овај простор, Ходиђед је био једини утврђени град у Врхбосанској жупи. Имао је утврђење са главном кулом (површине око 5.000 м²) и накнадно приграђени обор (6.500 м²). Први пут се спомиње 1434. године када га је заузео османски војсковођа Барак (насеље Бараковац носи назив по њему).
За вријеме Мурата II 1424. и 1425. године турска војска је крстарила Босном. Године 1428. Турци отимају Павловићима Ходиђед, а 1430. године Врхбосну (Сарајево). Касније су Турци били на кратко вријеме изгубили Ходиђед, али на љето 1435. турски војвода Барак поврати Ходиђед и од тада Ходиђед и Врхбосна остадоше стално у рукама Турака.
У једном спису у Дубровнику стоји да је Вијеће умољених Дубровачке републике донијело одлуку да пошаље поклон од 300 перпера турском војводи Бараку који је провалио у земљу Хумску, те се повукао у град Ходиђед 1436. године.
Према турском попису из 1455. године Ходиђед је имао диздара и посаду од 23 војника док је подграђе Ходиђеда, Булагај, заведено као село. То село вјероватно је нестало у пожару који је започео краљ Томаш 1459. године, након што није успио освојити Ходиђед.
Када су Османлије, педесетих година 15. вијека, успостављале своја прва стална упоришта у жупи Врхбосни, они су поред познатог Торника затекли још и Которовце и Булагај, за које се наглашава да су мали тргови. Подграђе Ходиђеда заведено је као село, мада неколико година касније Дубровчани пишу Мађарима да је босански краљ „запалио велики и добро насељени бургус Ходиђед“.
Испод Градца, према Доњим Булозима налази се гробље из турског периода — Шехитлуци. У преводу то је гробље бораца за вјеру, што нам одаје да је ово простор гдје су се одвијале велике борбе. Ходиђед је био на границама, каткад пространим, каткад временским, на удару освајача са сјевера и истока, на удару вјера и вјерника, на ратничким границама. Смјењивале су се овдје цивилизације, краљевства и царства — од словенске, турске, угарске, аустроугарске и њемачке. Ходиђед је био позорница или свједок преломних историјских догађаја. Он није могао одољети налетима освајача и времена и његове остатке треба тражити на овом простору.
Према другим изворима Ходиђед се налазио на узвишењу Вратник на улазу у Сарајево, гдје и данас стоји утврђење Бијела Табија. Међутим, велика је вјероватноћа да је Бијела Табија у историјским списима у ствари Врхбосна.

## Оснивање Сарајева
У ово вријеме почело је и оснивање Сарајева. Положај и улога Ходиђеда је свакако играла значајну улогу. Након освајања Турци су саградили Цареву џамију, наравно, не овакву каква је данас, већ скромну богомољу од лаког материјала. Турци су имали обичај у освојеном мјесту одмах подићи џамију. Насеље се подизало око намјесниковог двора (сараја), који је био саграђен на лијевој обали Миљацке. Трг продаје робова, спомиње се 1530. године, на мјесту Парка Цара Душана, са лијеве обале Миљацке. Турци су поједине четврти града које су биле насељене хришћанима називали Варош, а тим је именом названа и четврт поред Старе цркве.

## Одбрамбена линија Сарајева
Принц Еуген Савојски је накратко освојио Сарајево 1697, после чега су Османлије ојачале тврђаву Ходиђед.
Све што се данас на Градцу може пронаћи јесу траншеје, остаци одбрамбене линије Сарајева која је изграђена 1918. године. Одбрамбена линија је имала задатак да спријечи улазак у град Сарајево и заштити Аустроугарско царство. Испод брда Градац се вјероватно у средњем вијеку налазило село, гдје су рађена археолошка истраживања. Пронађено је доста керамике која је похрањена у Земаљском музеју у Сарајеву.
Линије и ровови окружују врх узвишења, а с обзиром да су грађена прије 90 година и да су једва видљива, није ни чудо што од града старог 600 година нема видљивих остатака. Камен којим је војска утврђивала ровове је оронуо низ литицу и вјероватно је искориштен за прављење сеоских путева и ограђивање посједа. На западној страни узвишења се налази и једна пећина, која је вјероватно била командно мјесто у оно вријеме. На врху узвишења се налази бетонирана плоча у којој се налази метална шипка, за коју мјештани кажу да је највјероватније држала топ.
Са узвишења се пружа лијеп поглед на све стране. Видљив је центар Сарајева и наравно Стари град са друге стране Мокрањске Миљацке.

## Легенде

### Легенда о закопаном благу
Према легенди, источно од Ходиђеда постојала је тврђава Миљацки стари град коју је, прије Турака, „саградила Проклета Јерина“. Свака је мушка глава за градњу морала дати три литре злата. И сада, кажу, у рушевинама тог града, код села Ходиђеда на Булозима, има закопано благо и над њим, уочи Благовести, гори модар пламен.

### Легенда о жељезним алкама
На стијенама у овом крају се могу пронаћи жељезне алке за које мјештани тврде да су се за њих везали чамци ишчезлог језера. Међутим, те алке су вјероватно имале улогу везања телефонских линија за ову војничку траншеју која је била постављена дуж читаве трасе, па се алке могу пронаћи и на Требевићу.